# Ydalir

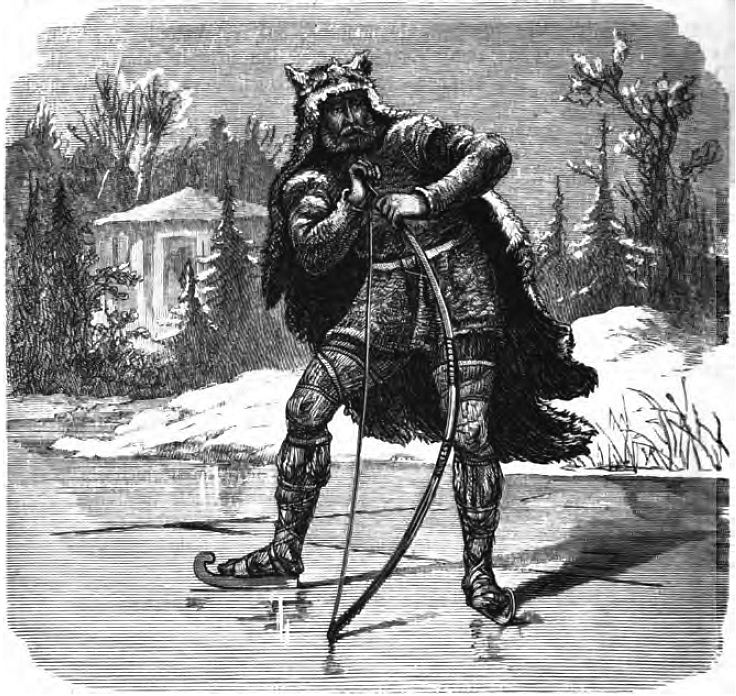
Apoyado en un arco, el dios Ullr se encuentra sobre un lago helado rodeado de árboles de hoja perenne y un edificio - Friedrich Wilhelm Heine (1882).

En la mitología nórdica Ydalir (del nórdico antiguo: Valle de tejos) es la residencia del dios Ull en el Asgard.
Ýdalir está atestiguado únicamente en la estrofa 5 del poema Grímnismál (recopilado en Edda poética), donde Odín (disfrazado de Grímnir) le dice al joven Agnar que Ullr posee una vivienda en Ýdalir.:

Ydalir llaman, el lugar donde Ull

Un salón para él construyó.
Grímnismál, estrofa 5, Edda poética

La madera de los tejos era utilizada en la construcción de arcos, el arma frecuentemente utilizada por este dios.